# Liste der Kardinaldiakone von Sant’Apollinare alle Terme Neroniane-Alessandrine
Folgende Kardinäle waren Kardinalpriester und  Kardinaldiakone von Sant’Apollinare alle Terme Neroniane-Alessandrine (lat. Titulus vel Diaconia Sancti Apollinaris).

## Kardinalpriester
- Giovanni Battista Pallavicino (1517–1524)
- Giovanni Domenico De Cupis (1524–1529)
- Antonio Sanseverino Malteserorden (1530–1534)
- Agostino Spinola (1534–1537)
- Giacomo Simonetta (1537–1539)
- Gasparo Contarini (1539–1542)
- Uberto Gambara (1542–1544)
- Niccolò Ardinghelli (1544–1547)
- Robert de Lenoncourt (1547–1555)
- Charles de Lorraine-Guise (1555–1574)
- Titel abgeschafft 1587[1]

## Kardinaldiakone
Als Titeldiakonie folgte Sant’Apollinare alle Terme Neroniane Santa Maria ad Martyres nach.
- vakant (1929–1935)
- Domenico Jorio (1935–1946); Kardinalpriester pro hac vice  (1946–1954)
- Domenico Tardini (1958–1961)
- Joaquín Anselmo María Albareda y Ramoneda OSB (1962–1966)
- Pericle Felici (1967–1979); Kardinalpriester pro hac vice  (1979–1982)
- Aurelio Sabattani (1983–1993); Kardinalpriester pro hac vice  (1993–2003)
- Jean-Louis Tauran (2003–2014); Kardinalpriester pro hac vice  (2014–2018)
- Raniero Cantalamessa OFMCap (seit 2020)[2]